# Halvor Bakke
Halvor Bakke (* 30. října 1970 Stavern) je norský interiérový designér a televizní osobnost. Svou profesionální kariéru zahájil jako turistický průvodce a stevard. Dříve pracoval v obchodě s interiérovým designem ve městě Bolina v okrese Stabekk. Nyní provozuje vlastní firmu.
V roce 2004 se objevil jako interiérový designér v pořadu Homsepatruljen na TV 3. V minulosti psal pro časopis Kamille, je pravidelným stylistou pro Hilmers hus a byl interiérovým reportérem v seriálu Dekor. V letech 2008 a 2009 hrál v seriálu Norges styggeste rum. Na podzim 2009 se zúčastnil soutěže Zebra Grand Prix. V roce 2013 hrál v pořadu 4-stjerners middag a v roce 2015 zahájil vlastní pořad Evertyrlig oppussing (Norské domy snů). Pořad má celkem sedm řad.
Vyrůstal na farmě v Brunlanes v obci Larvik a původně byl farmářem. Nyní žije na malé farmě, nedaleko své domovské farmy.